# Myndighedskode
Myndighedskode er et tre- eller fire-cifret tal, der beskriver en myndighed. Enhver myndighedskode tilhører en bestemt myndighed og refererer til myndigheders data i CPR. Myndighedskoden er unik.
| Myndighed | Spire Denne artikel om en offentlig myndighed er en spire som bør udbygges. Du er velkommen til at hjælpe Wikipedia ved at udvide den. |